# Григорян, Вилена Грантовна
Вилена Грантовна Григорян (арм. Վիլենա Գրիգորյան) (род. 2 февраля 1937, Ереван) ― советский и армянский психофизиолог, нейрофизиолог, доктор биологических наук, профессор, основатель кафедры психофизиологии в Армении, положив начало преподавания психофизиологии и психофизиологическим исследованиям в Армении.

## Биография
Родилась 2 февраля 1937 года в Ереване, Армянская ССР, СССР.
В 1954 году окончил русскую среднюю школу № 55 имени Антона Чехова. С 1954 по 1960 год училась в Ереванском государственном медицинском институте, с 1962 по 1963 год работала в Московском институте психологии, специализируясь в области психологических наук, в частности, психофизиологии. С 1961 года ― аспирант кафедры психологии Армянского педагогического института. С 1963 по 1976 год работал научным сотрудником в Институте физиологии, где занималась микроэлектродными нейрофизиологическими исследованиями.
В 1971 году защитила кандидатскую диссертацию по теме «Влияние моторной коры мозжечка». С 1976 года работала на кафедре физиологии человека и животных биологического факультета Ереванского университета, занимая должность старшего научного сотрудника, с 1983 года ― доцента, с 2001 года ― профессора. Психофизиологические исследования начала в 1980 году.
В 1999 году защитила докторскую диссертацию на тему «Влияние монотонной работы компьютера на нервную систему» и получил степень доктора биологических наук.
Занимаясь научной деятельностью, Вилена Григорян подготовила психофизиологические кадры в Армении. Читала лекции в Ереванском государственном университете по ЦНС, возрастной физиологии, психофизиологии, нейропсихологии, патопсихологии. Работая в Армяно-Российском Славянском университете с 2009 года, она преподает психофизиологию, нейропсихологию, специальную психологию, клиническую психологию, патопсихологию, пограничные психические расстройства.
Профессор Вилена Григорян - автор более 200 научных статей и методических пособий, посвященных биологическим проблемам психики, таким как исследование пространственной ориентации, интеллекта, творческой активности, а также психофизиологических механизмов конфликта, агрессии и интерстициальной асимметрии. Является автором в первом учебнике «Психофизиология» в Армении.

## Научная деятельность
Научные интересы Григорян находятся в области исследовательской психофизиологии. В 1980-х годах она начала свои научные исследования в этой области, положив начало развитию исследовательской психофизиологии в Армении. Его усилиями на кафедре физиологии человека и животных биологического факультета ЕГУ был организован научный отдел. Используя современные технические возможности, связанные с внедрением компьютерной техники, профессор Григорян с помощью виртуального компьютерного моделирования изучил церебрально-вегетативные показатели ряда психических процессов и состояний.
Григорян и её коллеги изучали множество научных проблем, таких как стресс, пространственная ориентация, принятие решений, агрессия, поведенческие реакции подростков на причины девиантного поведения и интерпретации.

## Научные труды
- Григорян В.Х., Психофизиология; Ереван, Издательство Ереванского университета, 2007.
- Исследование вегетативных механизмов формирования и регуляции негативных эмоциональных состояний у подростков | Научный вестник ЕГУ. Химия и биология. (Соавторы: А. Ю. Степанян, Л. С. Степанян).
- Влияние «агрессивных» компьютерных игр на показатели сердечно-сосудистых систем подсознания (Влияние агрессивных компьютерных игр на гемодинамику подростков) | Научный вестник ЕГУ. Химия և Биология, 2010, № 3, с. 52-58. (Соавторы: Л. С. Степанян, А. Ю. Степанян).
- Гендерные различия влияния «агрессивных» компьютерных игр на вариабельность сердечного ритма | ЖВНД им. И. Павлова, Москва, 2010 60(2)։ 153-161. (Համահեղ. Степанян А.Ю, Степанян Л.С.).
- Влияние конфликт-индуцированного фактора на мочеиспускание прилегающих участков коры головного мозга (Влияние конфликтогенного фактора на уровень активности в лобной коре) Научный вестник ЕГУ. Химия և Биология, 2009 № 2, с. 51-58 (соавторы: А.Ю. Степанян, Л.С. Степанян).
- Межполушарная асимметрия в системной деятельности мозга при коррекции подростковой агрессивности | Ассиметрия, Москва, июнь, 2009, Том 3, N 2, 41-50. (Համահեղ.Ա. Յու. Ստեփանյան, Լ. Ս. Ստեփանյան).
- Особенности межличностных взаимодействий в подгруппах при виртуальной агрессии (Особенности межличностных взаимодействий у подростков под влиянием виртуальной агрессивной среды) | Научный вестник ЕГУ. Химия և Биология, 2009, № 1, с. 50-56 (соавторы: А.Ю. Степанян, Л.С. Степанян)
- Изменения амплитуды волны Р300 под влиянием «агрессивной» компьютерной игры у подростков с различным уровнем исходной агрессивности и конфликтности | Журнал ВНД, №4, Т. 57, Москва, 2007, с. 431–437. (совместно с Степанян Л.С., Степанян А.Ю., Агабабян А.Р.).
- Динамика изменения амплитуды компонента N_200 потенциальной потенциальной коры головного мозга под влиянием компьютерных игр агрессивного характера Известия ЕГУ, Естественные науки, 2006, № 1, с. 108-114.
- Влияние творческой активности на показатели сердечного ритма (Влияние творческой активности на частоту сердечных сокращений) | Известия ЕГУ, Естественные науки, 2006, № 3, с. 84-89.
- Влияние выполнения агрессивного задания на вегетативную нервную систему | Ж. Гигиена и санитария., 2006, N 6. 62-64. (совместно с Степанян Л.С., Степанян А.Ю., Агабабян А.Р.).
- ЭЭГ-реакции при творческой деятельности | Физиология человека, 2007, т.33, 1, 1-3. (совместно с Агабабян А.Р.,Степанян А.Ю., Арутюнян Н.Д., Степанян Л.С.).
- Особенности межполушарных взаимоотношений при отсутствии и наличии навыка | Физиология человека. 2006, Т. 32, 3, 1-4. (совместно с (Агабабян А.Р., Аракелян А.Н., Степанян А.Ю).
- Нейрофизиологические механизмы церебральной недостаточности работ (Нейрофизиологические механизмы мозговой поддержки творческого процесса) | Известия ЕГУ, Естественные науки, 2005, № 3, с. 122-127.
- Особенности церебральной поддержки лабиринта левой руки (Особенности церебральной недостаточности заполнения лабиринта левой руки) | Известия ЕГУ, Естественные науки, 2003, № 3, с. 128-133.
- Исследование вариабельности сердечного ритма при выполнении задания лабиринтного типа (Исследование вариабельности сердечного ритма при выполнении задач лабиринтного типа) | Известия ЕГУ, Естественные науки, 2004, № 1, с. (в соавторстве с А. Ю. Степаняном, А. Н. Аракеляном, Г. Р. Агабабяном).
- Исследование функционального состояния центральной нервной системы при решении задачи визуально-пространственного характера на компьютере (Исследование функционального состояния центральной нервной системы при решении задач на компьютере с пространственным профилем) | Известия ЕГУ, Естественные науки, 2003, № 1, с.
- Исследование межполушарной асимметрии мозга при решении задач пространственно- образного профиля | Ж. ВНД, 2003, Т.54, 4. 480-484. (совместно с Степанян А.Ю, Аракелян А.Н., Агабабян А.Р.).
- Исследование легочной асимметрии мозга оператора при выполнении монотонной работы на компьютере (исследование межуточной асимметрии мозга оператора при монотонной работе на компьютере) | Известия ЕГУ, Естественные науки, 2001, № 2, с. (в соавторстве с О.Р. Агабабяном, А.Н. Аракеляном, А.Ю. Степаняном).
- Модификация внутренней интегративной структуры при работе на компьютере в условиях монотонности Известия ЕГУ, Естественные науки, 1999, № 1, с. 83-88.
- Оценка изменений функционального состояния коры головного мозга при монотонной операторской работе | Физиология человека, 1997. Т.23, 6, 27-30. (համ. Агабабян А.Р., Тароян Н.А.).
- Гендерная роль лобной и орбитофронтальной областей коры в регуляции подростковой конфликтности. Acta Neurobiologiae Ex¬peri-men¬talis, 2009, 69 (3), Тезисы IX Конгресса FENS 2009 г. Варшава, 9–12 сентября, стр. 168 (Степанян А.Ю., Степанян Л.С.).